# Изидор Штрок
Изидор Штрок Мркић (Подгора, код Крапине, 24. април 1911 — Загреб, 2. јун 1984) био је учесник Шпанског грађанског рата и Народноослободилачке борбе, друштвено-политички радник СФР Југославије и СР Хрватске и народни херој Југославије.

## Биографија
Рођен је 24. априла 1911. године у селу Подгори код Крапине. Одрастао је у радничкој породици, а и сам је био металски радник. Основну школу је завршио у родном месту, а машинбраварски занат у Жутници, где је остао на раду до 1927. године, када се његова породица преселила у Загреб.
Рано је приступио радничком покрету, а посебно се истицао својим синдикалним радом. Када је у Шпанији избио грађански рат, Изидор Штрок одлази да се бори као добровољац на страни Републике. У Шпанији је остао до краја 1938. године. Тада је примљен у чланство Комунистичке партије Југославије.
На повратку из Шпаније био је интерниран у Француску, где је остао у концентрационом логору све до марта 1941. године, када се јавио на добровољни рад у Немачку, како би могао да се лакше врати у Југославију. Из Немачке се посебним каналима пребацио почетком јула 1941. године у земљу.
По доласку у Загреб, активно се укључио у припреме за подизање устанка. Заједно са још неким својим друговима из Шпаније, након неколико дана боравка у Загребу отишао је у Карловац, где се сусреће са Јосипом Крашем. Уз помоћ партијских веза у Карловцу, Штрок одлази на Дебелу косу, огранак Петрове горе. У Тушиловићу, где се формира први партизански одред, он долази у први контакт с партизанима и помаже им у раду, преносећи на њих своја искуства из Шпаније. У октобру 1941. године, истакао се у нападу на непријатељске положаје на Перјасици. Тако је постао политички комесар чете, а убрзо затим у децембру 1941. и политички комесар батаљона.
Средином 1942. године, према директиви Главног штаба Хрватске, штаб Друге оперативне зоне донио је одлуку да се на Жумберку формира чета од четрдесетак добровољаца која би била упућена на Калник, те да се тамошњим партизанима и добровољцима који су били упућени из Славоније, формирао Калнички партизански одред. У чети добровољаца налазио се и Изидор Штрок. На свом путу за Калник чета је водила борбе готово свакодневно. Између осталог, ликвидирала је непријатељску посаду на железничкој станици Кључ, запалила железничку станицу у Забоку, водила борбу код Марије Бистрице и разбила посаду у Ђурманцу. У новембру 1942. године чета је у станици Церје Тужно заробила воз који је требало да крене према Вараждину. Партизани су се укрцали на воз и кренули према Вараждину, желећи што пре да стигну на Калник. Четири километра пред Вараждином партизани су се искрцали, запалили воз и тако га у пуној брзини пустили у станицу. Та је акција имала велики одјек у целом Хрватском Загорју, а међу усташама је изазвала велико узнемирење.
Након формирања Калничког партизанског одреда, Изидор Штрок постао је његов командант. Због акција које је извршила чета добровољаца са Жумберка (она је приликом формирања одреда ушла у његов састав као Трећи батаљон), непријатељ је предузео у новембру и децембру 1942. године велику офанзиву на Калник. Пред надмоћним непријатељским снагама одред је био присиљен на повлачење. Први батаљон кренуо је према Медведници, Други на Билогору, а Трећи на Иванчицу. Након завршене офанзиве, у децембру 1942. године одред се вратио на Калник. Према наређењу Главног штаба Хрватске, Први и Други батаљон одлазе у Славонију, да тамо појачају јединице Народноослободилачке војске, а на Калнику је остао само Трећи батаљон, који је постао језгра око којег се створио нови Калнички партизански одред, на чијем је челу био Изидор Штрок. Штрок је такође остао на Калнику заједно са својим друговима, који су с њим стигли на Калник са Жумберка.
У марту 1943. године долази до нове непријатељске офанзиве на Калник. Одред се морао повући у Мославину, а након завршетка офанзиве поновно се вратио на Калник. Ту је одред организовао низ успешних акција. Почетком јуна 1943. године на подручје северозападне Хрватске долази Дванаеста славонска дивизија, која заједно са Калничким одредом и уз помоћ једног артиљеријског домобранског дивизиона који је прешао на страну НОП-а, у ноћи између 13. и 14. јуна 1943. године ослободила Лепоглаву.
У септембру 1943. године, Штрок је био постављен за команданта Народноослободилачке бригаде „Браћа Радић“, која је под његовом командом ослободила Нови Мароф, Вараждинске Топлице и у Шемовцу водила успешне борбе против две усташке бојне. У децембру 1943. године, био је постављен на место команданта 32. загорске дивизије, која је под његовом командом извршила низ успешних операција у Хрватском Загорју. Августа 1944. године, био је постављен за начелника дивизије Корпуса народне одбране Југославије, а почетком 1945. године за команданта Аутокоманде Југословенске армије у Београду.
Након ослобођења земље, Штрок је био постављен у Словенији за шефа делегације за прерасподелу робе коју је послала УННРА. Почетком 1946. године постављен је за техничког директора „Аутосаобраћаја Хрватске“, а средином 1946. је упућен у Тирану као инструктор ауто-саобраћаја, где је остао до краја 1946. године. По повратку у земљу налазио се на низу дужности у Југословенској народној армији, све до 1956. године, када је у чину пуковника преведен у резерву.
Након изласка из ЈНА краће време радио је као директор ВИМПИК-а у Врбовцу, а затим низ година као директор Хоспитал-дента, предузећа за промет медицинским и зубарским инструментима, апаратима и прибором.
Умро је 2. јуна 1984. године у Загребу. Сахрањен је у Гробници народних хероја на загребачком гробљу Мирогој.
Носилац је Партизанске споменице 1941. и више високих одликовања. Орденом народног хероја одликован је 27. новембра 1953. године.